# Hemichaena
Hemichaena – rodzaj roślin z rodziny Phrymaceae. Należy do niego 5 gatunków. Zasięg rodzaju ograniczony jest do Ameryki Centralnej i obejmuje Meksyk, Kostarykę, Gwatemalę i Honduras.

## Morfologia
PokrójKrzewy i półkrzewy o pędach prosto wzniesionych, czterokanciastych, nagich lub gruczołowato owłosionych.
LiścieŁodygowe, naprzeciwległe, siedzące lub krótkoogonkowe, o blaszce lancetowatej do jajowatej, zaostrzonej i ząbkowanej.
KwiatyOkazałe, krótkoszypułkowe. Kielich zrosłodziałkowy, dzwonkowaty z 5 żebrami i 5 łatkami na wierzchołku. Korona kwiatu zrosłopłatkowa, z rurką dłuższą od kielicha, dwuwargowa, ale niemal kołowa, z kolistymi łatkami. Pręciki są cztery, wystają poza rurkę korony. Zalążnia górna, jajowata.
OwoceTorebki zawierające wiele, równowąskopodługowatych nasion. Łupina nasienna siateczkowata lub siateczkowato-kreskowana.

## Systematyka
Rodzaj roślin z rodziny Phrymaceae.
Wykaz gatunków
- Hemichaena coulteri (A.Gray) Thieret
- Hemichaena fruticosa Benth.
- Hemichaena levigata (B.L.Rob. & Greenm.) Thieret
- Hemichaena rugosa (Benth.) Thieret
- Hemichaena spinulosa (S.Watson) Thieret